# The Illustrated London News
The Illustrated London News va ser una revista anglesa, fundada per Herbert Ingram i el seu amic Mark Lemon, l'editor de la revista Punch. Amb Lemon com el seu cap conseller, la primera edició del Illustrated London News va aparèixer el 14 de maig de 1842.
La publicació naix quan Herbert Ingram, aprenent d'impressió estatunidenc, es trasllada a Londres. Junt a Lemon, la publicació oferia notícies d'actualitat internacional i quotidiana acompanyada per gravats.
La revista constava de setze pàgines i, almenys a la primera època, costava 6 penics. La primera edició va incloure imatges de la Primera guerra anglo-afganesa, un xoc de trens a França, l'explosió d'un vaixell de vapor al Canadà i un luxós vestit de ball al Palau de Buckingham. Va ser la primera revista a publicar una imatge copiada manualment d'una fotografia.
Tot i que es van distribuir i esgotar 26.000 còpies del primer número, hi va haver una gran caiguda de vendes en les següents edicions. No obstant això Herbert Ingram es va mostrar obstinat a aconseguir que la seva possessió triomfés. Va enviar a cada membre del clergat del país una nombre de la revista que contenia il·lustracions sobre la instauració de l'Arquebisbe de Canterbury i, d'aquesta manera, es va assegurar un gran nombre de nous subscriptors.
La publicació va ser el referent periodístic gràfic de l'establishment del Regne Unit, amb tirades de 300.000 còpies en 1863. Al segle xix, la companyia disposava d'un molí propi des d'on es produïa tot el paper necessari per a la publicació. Tenien una capacitat de 6.500 còpies a dos cares per hora.
En 1900, el net d'Herbert Ingram, Bruce Ingram, seria l'editor en cap de la publicació. Bruce Ingram era un gran col·leccionista de dibuixos i gravats, fet que el portaria a seleccionar curosament les il·lustracions de la publicació. En 1911, s'afegiria la tècnica del fotogravat al sistema d'impressió, agilitzant el procés.
La publicació va ser una font d'educació artística informal per al pintor postimpressionista Vincent van Gogh. Entre els il·lustradors que publicaren es troben Josep Segrelles, Melton Prior o E.H. Sepherd. pel que fa als escriptors, destaquen Arthur Conan Doyle, Robert Louis Stevenson, Agatha Christie o Joseph Conrad.
La revista es publicava setmanalment fins a 1971, quan va començar a fer-ho mensualment. Des de 1989 ho va fer bimestralment i des de 1994 en forma bianual, fins a arribar a la desaparició el 2003.